# Veldstraat (Gent)

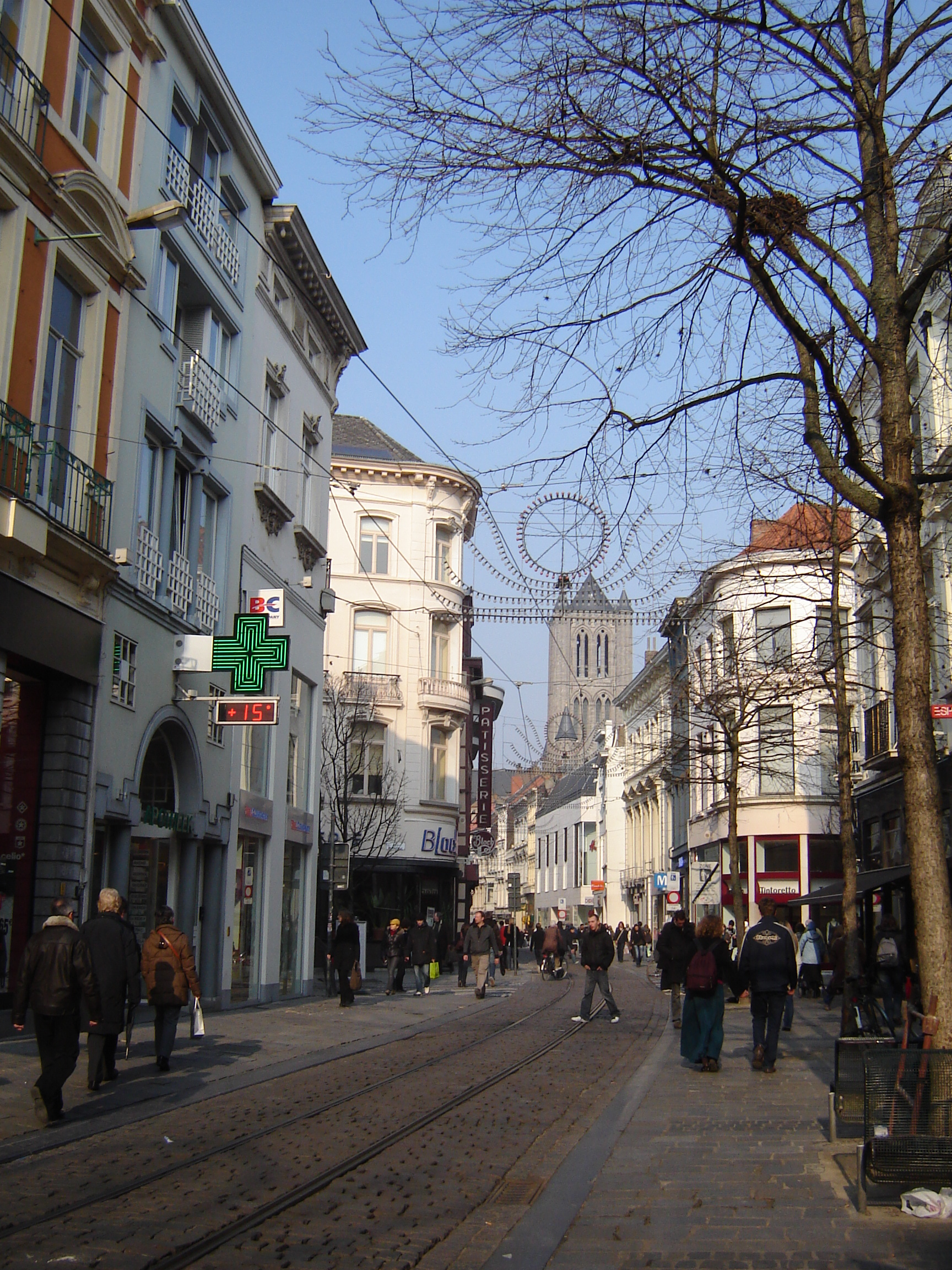

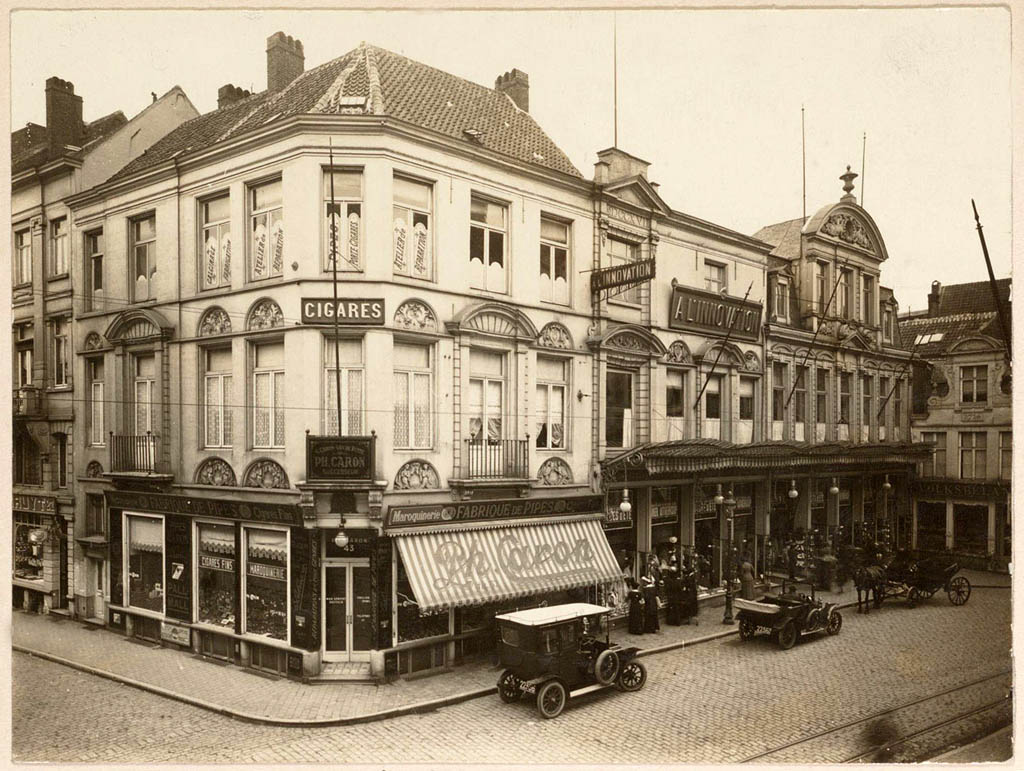
Veldstraat in vroegere tijden. Op de hoek staat de winkel Caron, een van de laatste zelfstandige winkels in de Veldstraat die in 2011 na 130 jaar definitief de deuren sloot.

De Veldstraat is een straat in het centrum van de Vlaamse stad Gent. Het is de belangrijkste winkelstraat van deze stad. De Veldstraat wordt tegenwoordig ook als een van de belangrijkste winkelstraten in België gezien en meestal in één adem genoemd met de Brusselse Nieuwstraat, de Antwerpse Meir, de Kortrijkse Lange Steenstraat en de Brugse Steenstraat. De straat loopt over een licht kronkelend tracé over een 400-tal meter tussen de Korenmarkt in het noorden en het Koophandelsplein aan het Oud Gerechtsgebouw in het zuiden.

## Geschiedenis en huidige rol als winkelstraat
De straat is een van de oudste bekende straten van Gent: zij wordt voor het eerst vermeld in 1164 als Platea de velde. Aanvankelijk was er echter nog geen sprake van een straat: er liep hoogstens een landwegje. De straatnaam verwijst naar een agrarisch verleden: de weg lag in een landbouwgebied buiten de toenmalige Gentse woonkern, aan de oevers van de Leie.
De Veldstraat verstedelijkte in de 12e en 13e eeuw. Het werd één van de eerste aangelegde verkeerswegen in de stad. Vanaf de 14e eeuw werden er stenen huizen gebouwd voor rijke burgers, vaak met stukken grond errond. De steegjes die tegenwoordig uitkomen op de Veldstraat, geven de perceelsgrenzen van toen weer. In het noordelijke deel verbinden de Nodenaysteeg, de Boeksteeg en de Okkernootsteeg de Veldstraat met de Predikherenlei. Het voormalig Riddersteegje werd tot de huidige Hoornstraat verbreed in de 19de eeuw. In het zuidelijke deel verbinden de Bonteleeuwstraat, de Heilige Sacramentstraat en de Conduitsteeg de straat met de Korte Meer.
In de straat blijft weinig meer over van de vroegere bebouwing met een romaans steen en met trapgevels. In de 18de en 19de eeuw was de Veldstraat belangrijk omwille van enkele grote hotels. Zo verbleven verscheidene grote figuren er, zoals in Lodewijk XVIII in het Hotel d'Hane-Steenhuyse, Wellington in het Hotel Clement, en de Amerikaanse delegatie bij de ondertekening van het Verdrag van Gent in het Hotel Schamp.
Op het eind van de 19de eeuw werd vanaf de Korenmarkt de straat aan de rechterzijde verbreed en werden nieuwe gebouwen opgetrokken. De straat ontwikkelde zich ook meer en meer tot winkelstraat en groeide uiteindelijk uit tot de belangrijkste van het centrum.
Het huidige uitzicht van de straat wordt bepaald door de winkelzaken. De gebouwen zijn grotendeels 19de-eeuws; slechts enkele 18de-eeuwse hotels zijn bewaard gebleven. De benedenverdiepingen van de meeste gebouwen zijn echter omgebouwd tot winkelruimtes die contrasteren met de oude architectuur van de bovenbouw.
Door de jaren heen verdwenen de meeste onafhankelijke winkels, en nu zijn er vooral afdelingen van grote ketens zoals H&M, Zara, Massimo Dutti en Esprit. Op het kruispunt van de Veldstraat met de Volderstraat lagen drie van de laatste familiezaken: boekhandel Herckenrath, de Bakkerij Bloch, en de sigaren- en pennenwinkel 'Caron'. Zij vormden de zogenaamde gouden driehoek, maar ook zij sloten een voor een de deuren in het begin van de 21e eeuw.
In de nabije Sint-Niklaasstraat zijn er eveneens kledingzaken voor dames en heren.

### Verkeer en verkeersvrij
De straat was vroeger een belangrijke verkeersader door het centrum, maar in 1984 werd ze autovrij. Dit was een eerste fase in het autoluw maken van de Gentse binnenstad.
De straat werd daarna gebruikt door (winkelende) voetgangers, fietsers (weinig, gezien de toenmalige ruwe kasseien) en taxi's. Ze had centraal één tramspoor, waar tot 5 januari 2024 Tramlijn 1 reed (in zuidelijke richting).
In februari 2024 verdwenen de kasseien en tijdelijk ook de tramsporen,  werd de straat tijdelijk geasfalteerd en vanaf dan rijdt er 5 jaar lang geen tram, wegens grondige heraanleg inclusief rioleringswerken tot 2028.
Doordat de straat door het asfalt aantrekkelijker werd om er te rijden, is hier vanaf juli 2024 een voetgangersstraat ingevoerd, waar fietsers en taxi's verboden zijn tijdens de winkeluren (11-18u), zoals al het geval was met een vijftal andere individuele winkelstraten in Gent.
In het zuiden loopt de Veldstraat over in de Nederkouter, daarna Kortrijksepoortstraat en ten slotte de Kortrijksesteenweg, destijds de invalsweg vanuit Deinze en Kortrijk.

## Gebouwen
- Het barokke "Hotel Schamp" dateert uit 18de eeuw. Het gaat om twee herenhuizen (nrs. 45-47), die achtereenvolgens als "Hof van Lovendeghem", "Hotel Schamp" en "Hotel d'Alcantara" bekendstonden. Het complex werd bij een openbare verkoop in 1898 in tweeën gedeeld. In het begin van 20ste eeuw werd het gelijkvloers omgebouwd.
- Het "Huis Papillon" (nr. 68) is een herenhuis uit 1713, waarvan nog oudere delen bewaard zijn.
- Een classicistisch herenhuis (nrs. 76-78-80) uit de 18de eeuw.
- Het "Hotel Clemmen" of "Hotel Vander Haeghen" met Museum Arnold Vander Haeghen werd vermoedelijk gebouwd in 1746, op de plaats van een vroeger romaans steen. Het werd in 1771 gekocht door Judocus Clemmen, een Gentse katoenbaron. Hij liet achteraan een pakhuis bouwen en liet de woning verder afwerken. In 1835 werd het eigendom van de familie Vander Haeghen. Zij lieten het gebouw bij testament na aan de stad Gent, op voorwaarde dat er een museum zou worden ingericht.
- Het "Hotel d'Hane-Steenhuyse" (nr. 55) dateert uit de 18de eeuw.

## Trivia
De Veldstraat is een van de duurste straten in de Belgische edities van het gezelschapsspel Monopoly.